# Condado de Crisp
El condado de Crisp (en inglés: Crisp County) es un condado en el estado estadounidense de Georgia. En el censo de 2000 el condado tenía una población de 21 996 habitantes. La sede de condado es Cordele. El condado fue fundado el 17 de agosto de 1905 y fue nombrado en honor a Charles Frederick Crisp, quien fue Presidente de la Cámara de Representantes de los Estados Unidos entre 1891 y 1895.

## Geografía

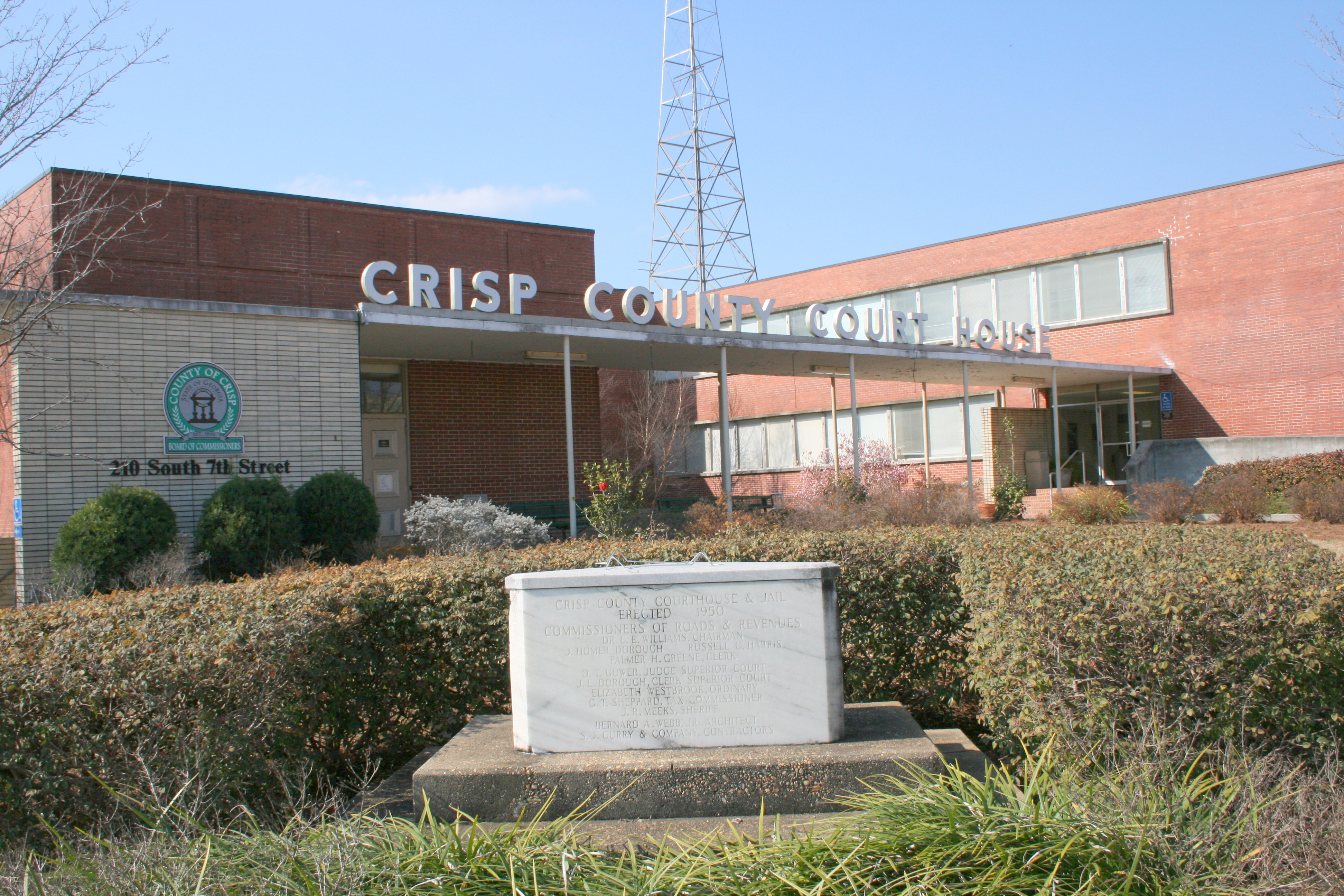
Juzgado del condado de Crisp en Cordele.

Según la Oficina del Censo, el condado tiene un área total de 728 km² (281 sq mi), de la cual 709 km² (274 sq mi) es tierra y 19 km² (7 sq mi) (2,62%) es agua.

### Condados adyacentes
- Condado de Dooly (norte)
- Condado de Wilcox (este)
- Condado de Turner (sureste)
- Condado de Worth (suroeste)
- Condado de Lee (oeste y suroeste)
- Condado de Sumter (oeste y noroeste)

## Autopistas importantes
- Interestatal 75
- U.S. Route 41
- U.S. Route 280
- Ruta Estatal de Georgia 7
- Ruta Estatal de Georgia 30
- Ruta Estatal de Georgia 33
- Ruta Estatal de Georgia 90
- Ruta Estatal de Georgia 257
- Ruta Estatal de Georgia 300

## Demografía
En el  censo de 2000, hubo 21 996 personas, 8337 hogares y 5869 familias residiendo en el condado. La densidad poblacional era de 80 personas por milla cuadrada (31/km²). En el 2000 había 9559 unidades unifamiliares en una densidad de 35 por milla cuadrada (13/km²). La demografía del condado era de 54,07% blancos, 43,40% afroamericanos, 0,15% amerindios, 0,68% asiáticos, 0,03% isleños del Pacífico, 0,98% de otras razas y 0,68% de dos o más razas. 1,74% de la población era de origen hispano o latino de cualquier raza. 
La renta promedio para un hogar del condado era de $26 547 y el ingreso promedio para una familia era de $32 747. En 2000 los hombres tenían un ingreso medio de $28 595 versus $19 393 para las mujeres. La renta per cápita para el condado era de $14 695 y el 29,30% de la población estaba bajo el umbral de pobreza nacional.

## Ciudades y pueblos
- Arabi
- Cordele